# Ola (ijs)

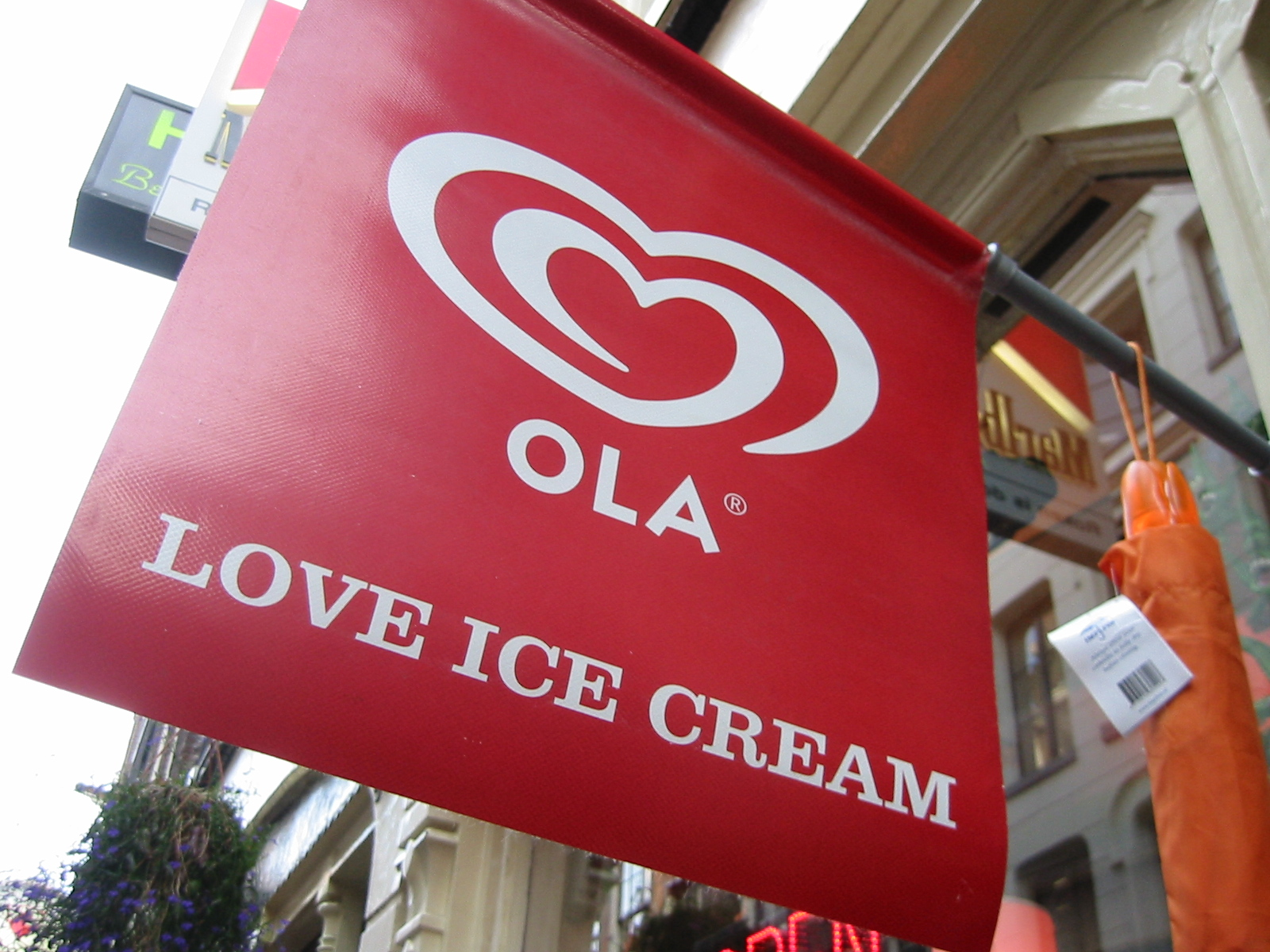
Reclame voor Ola in Amsterdam

Ola is een Unilevermerk van consumptie-ijs sinds 1960. Op 3 februari 1956 werd het bedrijf opgericht in België. De naam Ola is afgeleid van het margarinemerk Hola. In België en Nederland zijn de Cornetto, Magnum, Raket en Schatkist bekende ijsjes van Ola.

## Ola in andere landen

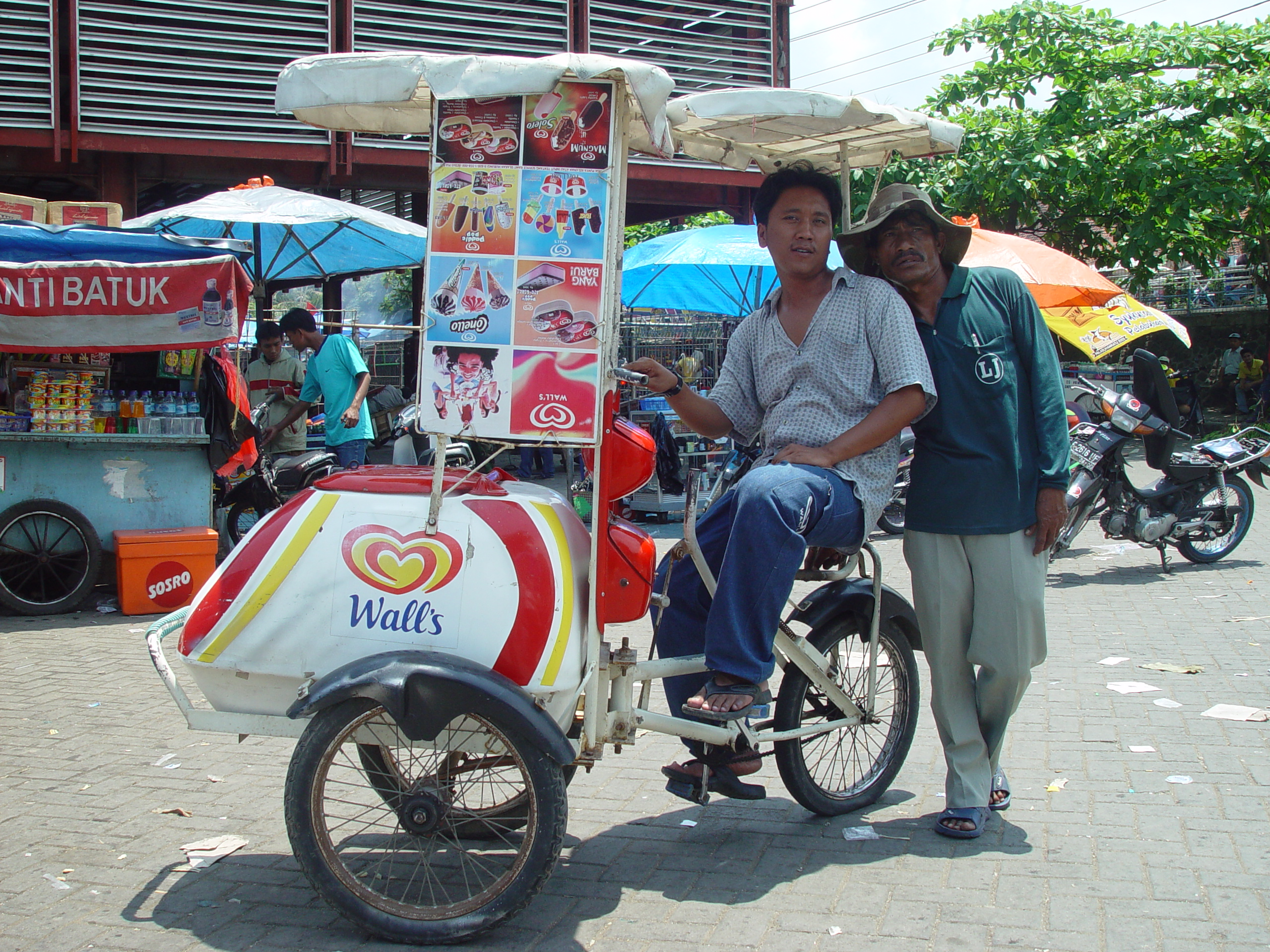
Wall's-ijs in Indonesië

Hetzelfde ijs van Unilever wordt over de hele wereld verkocht met steeds hetzelfde logo, maar vaak een andere merknaam (zie onderstaande tabel). De reden hiervoor is dat Unilever bekende ijsmerken overneemt en het logo verandert, maar de naam wordt behouden omdat die bekender is bij het grote publiek.
| Naam              | Land |
| ----------------- | --- |
| Algida            | Albanië, Kosovo, Griekenland, Kroatië, Italië, Servië, Tsjechië, Polen, Roemenië, Rusland, Slowakije, Slovenië, Hongarije, Turkije (als ALGİDA) en Cyprus (in Noord-Cyprus als ALGİDA) |
| Bresler           | Bolivia |
| Eskimo            | Kroatië, Oostenrijk, Slowakije, Slovenië, Noorwegen |
| Frigo             | Spanje |
| Frisko            | Denemarken |
| GB Glace          | Finland en Zweden |
| Glidat Strauss    | Israël |
| Good Humor        | Verenigde Staten |
| HB                | Ierland |
| Helados La Fuente | Colombia |
| Holanda           | Mexico |
| Inmarko           | Rusland |
| Kibon             | Brazilië |
| Kwality Wall's    | Indië |
| Langnese          | Duitsland |
| Lusso             | Zwitserland |
| Miko              | Egypte (ميكو), Frankrijk, Marokko |
| Ola               | België, Nederland en Zuid-Afrika |
| Olá               | Portugal |
| Pingüino          | Ecuador |
| Selecta           | Filipijnen |
| Streets           | Australië en Nieuw-Zeeland |
| Tio Rico          | Venezuela |
| Wall's            | Groot-Brittannië, China, India, Indonesië, Maleisië, Singapore, Vietnam, Pakistan, Laos en Thailand                                                                                    |
| Wall's HB         | Noord-Ierland |
| 和路雪            | Volksrepubliek China |

## Sponsor
In 2015 sponsorde Ola onder de Italiaanse naam Algida de bergtrui in de Ronde van Italië. In 2016 was het de sponsor van de puntentrui.